# Worms Forts: Under Siege
Worms Forts: Under Siege (в России — «Worms Forts: В осаде») — трёхмерная видеоигра жанра артиллерии, часть серии Worms, которая является поджанром игр пошаговые стратегии. Игра была разработана студией Team17 и выпущена в ноябре 2004 года.

## Геймплей

Скриншот из игры

Игра частично похожа на своего трехмерного предшественника Worms 3D. По сравнению с другими играми серии, у Worms Forts: Under Siege изменены геймплейная и тактическая составляющие. В игру добавлены здания, которые игрок может построить и использовать для достижения победы. Цель игры — уничтожить всех червей противника или вражеский Центр Города. Также всё вооружение в игре делится на 5 рядов, от самого простого до самого мощного.
Каждый тип зданий требует определённого количества ключевых точек, обозначенных жёлтыми звёздами. Если определённое здание было подобрано из ящика, то его можно построить сразу. Если здание уничтожается, то на его месте временно образуется выжженная земля, на которой ничего построить невозможно.
Worms Forts стала первой игрой серии, в которой появилась возможность одевать червей своей команды, хотя подобрать им можно только головные уборы. Другие важные отличия от всех игр серии заключаются в неразрушимости ландшафта (здесь разрушаются только здания), прыжках с двойным сальто, возможности воскресить убитого червя, а также в отсутствии пасхальных яиц.
Кампания делится на четыре обширные части:
- Египет — червь по имени Сет собирает армию мёртвых для восстания против египетского фараона.
- Греция — война против Трои для спасения Елены Прекрасной.
- Восток — монгольские нашествия. Последняя карта показывает разрушенное монгольское судно, это отсылка на цунами, которое уничтожило монгольские флоты.
- Средневековье — история короля Артура и его завоеваний. Последняя миссия называется «Мордред и Моргана», это отсылка к последнему бою, в котором Артур был смертельно ранен.

## Отзывы
| Сводный рейтинг       | Сводный рейтинг     | Сводный рейтинг | Сводный рейтинг |
| Издание               | Оценка              | Оценка          | Оценка          |
| Издание               | PC                  | PS2             | Xbox            |
| --------------------- | ------------------- | --------------- | --------------- |
| GameRankings          | N/A                 | 64,59 %         | 67,72 %         |
| Metacritic            | 60/100 (10 обзоров) | N/A             | N/A             |
| MobyRank              | 68/100              | N/A             | N/A             |
| Иноязычные издания    |                     |                 |                 |
| Издание               | Оценка              | Оценка          | Оценка          |
| Издание               | PC                  | PS2             | Xbox            |
| AllGame               | [ 6 ]               | N/A             | N/A             |
| Eurogamer             | 4/10                | N/A             | N/A             |
| IGN                   | 6,9/10              | N/A             | N/A             |
| Русскоязычные издания |                     |                 |                 |
| Издание               | Оценка              | Оценка          | Оценка          |
| Издание               | PC                  | PS2             | Xbox            |
| Absolute Games        | 38 %                | N/A             | N/A             |
| «Игромания»           | 7/10                | N/A             | N/A             |

Игра получила смешанные отзывы. Некоторые критики сошлись во мнении, что Worms Forts является по сути дополнением Worms 3D, а не новой игрой серии. Критике подверглась неудобная камера, управление, а также затянутое время раунда, но при этом рецензенты хвалят игру за традиционный юмор червей.